# Oedipina gracilis
Oedipina gracilis is een salamander uit de familie longloze salamanders (Plethodontidae). De soort werd voor het eerst wetenschappelijk beschreven door Edward Harrison Taylor in 1952.

## Uiterlijke kenmerken
Oedipina gracilis heeft de kenmerkende lichaamsbouw van een tropensalamander: een lang, wormachtig lichaam met kleine poten en een staart die langer is dan het lichaam. Bij deze soort is de staartlengte ongeveer drie keer de lichaamslengte met gemiddelde waardes van 170 en 45 millimeter. Een ander kenmerk van de tropensalamanders is autotomie: in geval van nood kunnen ze net als veel hagedissen hun staart afwerpen. De nieuwere delen van de staart hebben een lichtere kleur dan de rest van het lichaam. De huid heeft een egaal donkerbruine, grijze of zwarte kleur. Oedipina gracilis is slanker gebouwd dan de verwante Oedipina cyclocauda die in hetzelfde gebied voorkomt.

## Verspreiding en habitat
De soort komt voor in delen van Midden-Amerika en leeft in de landen Costa Rica en Panama. De soort komt voor in delen van Midden-Amerika en leeft endemisch in Costa Rica. Het verspreidingsgebied van Oedipina gracilis loopt in de Caribische laaglanden van noordelijk Costa Rica tot in westelijk Panama. De soort komt voor in laaglandregenwouden van zeeniveau tot op 700 meter hoogte.

## Leefwijze
Oedipina gracilis leeft in de strooisellaag van het regenwoud en onder gevallen bomen. Deze salamander voedt zich met kleine geleedpotigen.